# Kuurdak
Kuurdak (tiếng Kyrgyz: куурдак, tiếng Kazakh: қуырдақ, Qýyrdaq, tiếng Turkmen: gowurdak; Говурдак, tiếng Uyghur: قورداق қордақ qordaq, tiếng Uzbek: qovurdoq, tiếng Mông Cổ: Хуурдаг), phiên âm với nhiều cách viết khác nhau, là một món thịt truyền thống được làm ở Trung Á. Cái tên này bắt nguồn từ sự danh từ hóa của từ "nướng", "chiên", ám chỉ cách chế biến món ăn. Nó được mô tả là "thịt nâu hầm".
Kuurdak là một trong những món ăn chính và lâu đời trong nền ẩm thực Kyrgyzstan. Kuurdak thường được làm từ thịt cừu, hành tây và dầu thực vật hoặc mỡ động vật. Ngoài ra, có thể thay bằng thịt bò hay các loại thịt khác. Trong nền ẩm thực Kazakhstan, Kuurdak được làm từ gan cừu, thận, tim và phổi.
Kuurdak thường được gọi là kavurma trong âm thực Thổ Nhĩ Kỳ, thường được làm từ thịt cừu, thịt bò hoặc gan cừu hay đôi khi là rau củ.